# DF-ZF

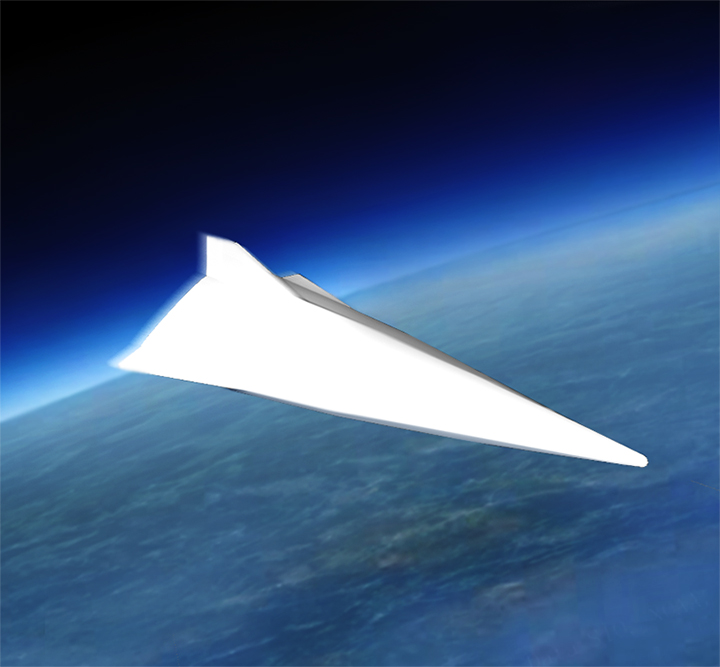
Représentation d'artiste en 2016.

Le DF-ZF (Dongfeng-ZF/ 东风-ZF, dōngfēng-ZF), Code OTAN, WU-14, est un drone de la catégorie, « véhicule planant hypersonique » (VPH, ou HGV en anglais), porteur de charges nucléaires ou conventionnelles, lancé par un missile de la République populaire de Chine, et pouvant voler à Mach 10, il permet d'éviter les défenses antimissiles jouant sur les trajectoires paraboliques des missiles balistiques. En 2019, le missile l'emportant et sa charge utile sont désignés officiellement par les autorités chinoises comme DF-17 déclarant qu'ils entrent en service cette année.

## Caractéristiques
Le DF-17 serait la première arme à planeur hypersonique chinoise et aurait volé sur une distance de 1 400 km, à 60 km du sol pendant onze minutes. Le porteur DF-17 est un missile balistique à moyenne portée avec une portée estimée entre 1 800 et 2 500 km.
On spécule que le planeur DF-17 est protégé par une couche d’aérogel développée par l’Université nationale de technologie de défense, qui permet à la cellule de résister à plus de 1 000 °C en vol et bloquer le rayonnement infrarouge, tout en permettant aux capteurs de l’intérieur du missile d’émettre vers l’extérieur.

## Vols d'essai
Il a déjà effectué six vols en 2016, dont le premier aurait été infructueux d'après l'armée des États-Unis.
Les essais ont été effectués depuis la base de lancement de Taiyuan, dans la province du Shanxi, le principal centre de tests de missiles balistiques longue portée de Chine,.

### Vols d'essai reconnus par les États-Unis
| Date             | résultat | Vitesse  | Notes |
| ---------------- | -------- | -------- | --- |
| 9 janvier 2014   | réussi   | Mach 10  | [ 6 ] |
| 7 août 2014      | réussi   |          | [ 7 ] |
| 2 décembre 2014  | réussi   | Mach 8   | [ 8 ] |
| 7 juin 2015      | réussi   | Mach 10  | Premier essai des capacités de manœuvres extrêmes motorisées （《高超机动》, extreme maneuvers） et simultanément le quatrième test réussi. |
| 17 août 2015     | réussi   |          | Manœuvres d'évitement. |
| 23 novembre 2015 | réussi   | > Mach 5 | [ 10 ] |
| 22 avril 2016    | réussi   | Mach 9   | [ 11 ] |